# Sportplatz Roonstraße
Le Sportplatz Roonstraße est un ancien stade de football allemand situé dans la ville de Breslau (aujourd'hui Wrocław), à l'époque en Allemagne et aujourd'hui en Pologne.
Le stade, doté de 8 000 places, servait d'enceinte à domicile à l'équipe de football du Breslauer SC 08.
Il porte le nom de la Roonstraße, la rue dans laquelle était situé le stade.

## Histoire
Situé dans le quartier d'Eichborngarten (actuel Grabiszyn) dans le sud-ouest de la ville, le stade se trouvait sur la Roonstraße (située aujourd'hui sur l'actuelle Aleja Pracy), qui porte le nom d'Albrecht von Roon, général et homme d'État prussien.
Il n'existe plus aujourd'hui.